# Мохнатий Лог
Мохнатий Лог (рос. Мохнатый Лог) — село у Краснозерському районі Новосибірської області Російської Федерації.
Входить до складу муніципального утворення Мохнатологовська сільрада. Населення становить 1024 особи (2010).

## Історія
Згідно із законом від 2 червня 2004 року органом місцевого самоврядування є Мохнатологовська сільрада.

## Населення
| 2002 | 2007  | 2010  |
| ---- | ----- | ----- |
| 1242 | ↗1314 | ↘1024 |